# La rivoluzione permanente
La rivoluzione permanente (in russo Перманентная революция?) è una delle opere politiche di Lev Trockij, un saggio scritto in esilio tra il 1928 ed il 1931.

## Descrizione
L'opera è composta da una prefazione per la versione francese redatta il 29 marzo 1930, da un'introduzione scritta il 30 novembre 1929, e da nove capitoli, tra cui una tesi, scritti non in ordine cronologico. A questo vanno aggiunti un epilogo e cinque appendici, anch'esse composte non in ordine cronologico; la prima appendice è datata 9 febbraio 1931, mentre la terza è stata scritta prima, il 24 gennaio 1931.
Trockij giustificò così la struttura dell'opera:
«La composizione di questo libro, complesso ed imperfetto nella sua architettura, è l'immagine stessa delle circostanze in cui nacque: l'autore stava cercando di imporre una particolare concezione della dialettica al processo rivoluzionario»
Trockij si basa, attraverso le pagine del suo libro, su molti dei suoi scritti (articoli, pubblicazioni, relazioni) e su alcuni lavori dei suoi avversari (Stalin, Bucharin, Radek, Kamenev, Zinov'ev, Molotov, ecc.) per dimostrare, in primo luogo, che egli non ha deviato dalla sostanza del pensiero di Lenin, ma che la sua critica è necessaria per evidenziare incongruenze e cambi di posizione dei suoi accusatori, spesso evidenti e contraddittorie. Il suo scopo polemico è principalmente diretto contro Stalin. Nel difendere la "rivoluzione permanente", egli si oppone al concetto di "Socialismo in un solo paese" difeso da Stalin.
«Per essi, la conquista del potere a livello nazionale, in fondo, non è l'atto iniziale ma l'atto finale della rivoluzione».
«Se ci si prefigge di erigere una società socialista entro i confini nazionali, nonostante il successo temporaneo, ciò ostacola le forze produttive anche rispetto al capitalismo. È un'utopia reazionaria voler creare nel quadro nazionale un sistema armonioso ed autosufficiente composto da tutti i rami economici. L'internazionalismo non è un principio astratto; è solo il riflesso politico e teorico della natura globale dell'economia, lo sviluppo globale dell'economia, lo sviluppo globale delle forze produttive e la quantità di moto globale della lotta di classe».

### Definizione di "rivoluzione permanente"

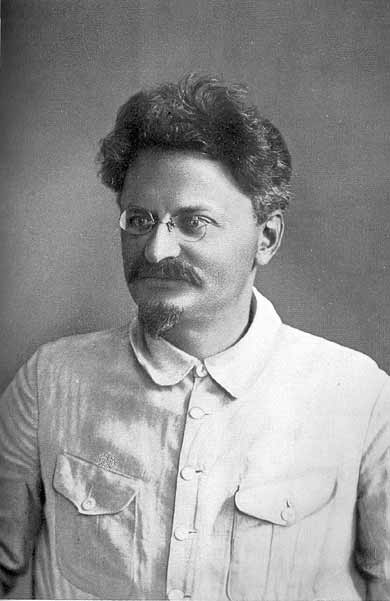
Lev Trockij nel 1920

Nel capitolo intitolato Che cosa è la rivoluzione permanente?, Trockij riassume i punti principali del suo concetto di rivoluzione permanente:
- Rovesciare lo zar.
- Puntare sulle masse contadine.
- Rivoluzione democratica guidata dal popolo, con l'associazione del proletariato e dei contadini.
- Creazione di una società che sia in grado di sostituire il vecchio regime (educazione per tutti, riforma fiscale, riforma della giornata lavorativa).
- Dittatura del proletariato: abolizione della proprietà privata. Questa dittatura esclude la partecipazione dei contadini, perché gli agricoltori sono più numerosi dei lavoratori, e possono seguire un orientamento borghese, che non serve gli interessi del proletariato.
- Condurre la lotta dentro e fuori dai confini nazionali, in modo che la rivoluzione sia una lotta costante. Essa si conclude solo quando la sua vittoria è totale e completa.

### Appendici
Le appendici dell'opera sono distaccate dal resto del saggio. Le prime due sono una recensione del libro I conquistatori di André Malraux, ed una risposta alla reazione di Malraux alla suddetta critica. Il libro tratta della rivoluzione cinese del 1920 e mette in scena dei personaggi appartenenti al Komintern. Trockij ne approfitta per criticare Malraux e le ragioni del fallimento della rivoluzione cinese. Le restanti appendici sono costituite da commenti scritti durante l'esilio sugli eventi della rivoluzione spagnola, tra la fine del 1930 e l'inizio del 1931; e da una serie di lettere ad un corrispondente sconosciuto nelle quali Trockij analizza i fatti quotidiani spagnoli giorno per giorno.

## Stesura deLa rivoluzione permanente
Nel 1927, Trockij venne espulso dal partito comunista sovietico. L'anno seguente fu esiliato ad Alma Ata in Kazakistan, e poi nel 1929 in Turchia. Fu durante questo periodo di esilio che Trockij iniziò la stesura dei primi capitoli de La rivoluzione permanente.

## Origine del titolo
"Rivoluzione permanente" è un'espressione di Karl Marx da lui usata in molti dei suoi scritti, come La sacra famiglia, Lotte di classe in Francia, e Statuto universale della società dei comunisti rivoluzionari.

## Lista edizioni in lingua italiana
- La rivoluzione permanente, Torino, Einaudi, 1967
- La rivoluzione permanente - I temi e le idee fondamentali del trotskismo e della quarta internazionale, Milano, Arnoldo Mondadori Editore, 1971
- La rivoluzione permanente, Milano, AC Editoriale, 2004